# Andrea Mitscherlich
Andrea Mitscherlich (Dresden, 1 december 1960) is een voormalige Oost-Duitse langebaanschaatsster, die zowel op de internationale allroundkampioenschappen als op de Olympische Winterspelen overwinningen wist te boeken. Ze is ook bekend onder haar getrouwde namen Andrea Schöne en Andrea Ehrig (Mitscherlich was achtereenvolgens getrouwd met roeier Ingolf Schöne en schaatser Andreas Ehrig).

## Biografie
Op 15-jarige leeftijd wist Mitscherlich op de Olympische Winterspelen 1976 in Innsbruck reeds haar eerste medaille binnen te slepen; zilver op de 3000 meter.
In 1982 werd ze tweede op het WK Allround, een jaar later, in 1983, werd ze zowel Europees- als Wereldkampioen allround en op het EK- en WK Allround van 1985 herhaalde ze deze dubbelslag, waarna ze in de jaren 1986, 1987 en 1988 enkel nog Europees kampioen werd. Bij de WK's van 1982, 1984, 1986 en 1987 eindigde ze als tweede in het klassement, steeds achter haar landgenote Karin (Busch/Kania-)Enke.
Andrea Mitscherlich nam zes maal deel aan het WK Allround (1982-1987) en ze behaalde hier 19 afstandmedailles (12-5-2). Op het WK van 1985 werd ze winnaar op alle vier de afstanden en was daarmee de vijfde vrouw die dit presteerde na Laila Schou Nilsen ('37), Verné Lesche ('47), Lidia Skoblikova ('63, '64) en Beth Heiden ('79).
Na de Spelen van 1976 nam ze nog driemaal deel aan de Olympische Spelen. Bij de Olympische Winterspelen 1980 was een vierde plek op de 3000 meter haar beste resultaat. Vier jaar later won ze in Sarajevo op de 1000 en 1500 meter zilver en goud op de 3000 meter. Bij de Olympische Winterspelen 1988 in het Canadese Calgary vond Mitscherlich de Nederlandse Yvonne van Gennip op haar weg. Achter Van Gennip werd ze tweede op de 3000 en 5000 meter, en derde op de 1500 meter. Direct na deze Winterspelen stopte ze met haar schaatsloopbaan.

## Records

### Persoonlijke records

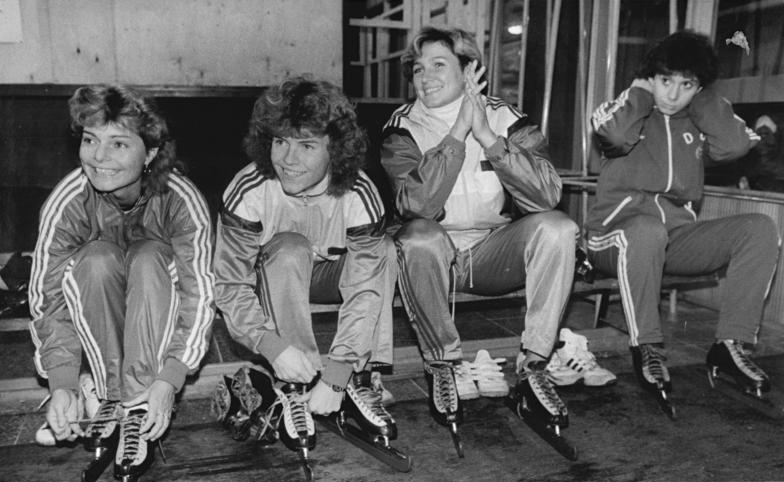
Andrea Ehrig (links), Gabriele Zange, Karin Enke en Sabine Brehm bij een Worldcup-wedstrijd in Berlijn, november 1988

| Afstand    | Tijd    | Datum            | Baan    |
| ---------- | ------- | ---------------- | ------- |
| 500 meter  | 40,71   | 22 februari 1988 | Calgary |
| 1000 meter | 1.19,32 | 26 februari 1988 | Calgary |
| 1500 meter | 2.01,00 | 22 maart 1986    | Medeo   |
| 3000 meter | 4.12,09 | 23 februari 1988 | Calgary |
| 5000 meter | 7.17,12 | 28 februari 1988 | Calgary |

#### Wereldrecords laaglandbaan (officieus)
| Nr. | Afstand         | Tijd    | Datum      | Baan               |
| --- | --------------- | ------- | ---------- | ------------------ |
| 1.  | kleine vierkamp | 177,670 | Heerenveen | 23/24 januari 1983 |
| 2.  | kleine vierkamp | 174,863 | Geithus    | 11/12 januari 1986 |

### Adelskalender
Mitscherlich heeft vier periodes aan de top van de Adelskalender gestaan: eerst van 23 januari tot 25 maart 1983 (61 dagen), een tweede keer van 22 januari tot 28 januari 1984 (6 dagen), een derde keer van 23 maart 1984 tot 21 maart 1986 (728 dagen) en een vierde keer van 23 februari 1988 tot 24 januari 1993 (1797 dagen). In totaal heeft Mitscherlich 2592 dagen aan de top van de Adelskalender gestaan.
Hieronder staan de persoonlijke records (PR's) waarmee Mitscherlich aan de top van de Adelskalender kwam en de PR's die zij had staan toen zij van de eerste plek verdreven werd. Tevens zijn de gegevens weergegeven van de schaatssters die voor en na haar aan de top van de lijst stonden.
| Datum      | 500 m | 1500 m  | 3000 m  | 5000 m  | Punten  | Voorganger / Opvolger |
| ---------- | ----- | ------- | ------- | ------- | ------- | --------------------- |
| 01-07-1982 | 40,71 | 2.05,39 | 4.29,31 | 7.51,8  | 174,571 | Natalja Petroeseva    |
| 23-01-1983 | 42,1  | 2.06,5  | 4.24,26 | 7.50,66 | 175,375 |                       |
| 25-03-1983 | 40,53 | 2.04,04 | 4.29,31 | 7.51,8  | 173,941 | Natalja Petroeseva    |
| 15-01-1984 | 41,93 | 2.05,76 | 4.21,70 | 7.39,44 | 173,410 | Gabi Schönbrunn       |
| 22-01-1984 | 41,28 | 2.05,86 | 4.24,26 | 7.40,97 | 173,373 |                       |
| 28-01-1984 | 40,38 | 2.03,40 | 4.28,20 | 7.49,49 | 173,162 | Karin Enke            |
| 15-02-1984 | 40,38 | 2.03,40 | 4.26,33 | 7.49,07 | 172,808 | Karin Enke            |
| 23-03-1984 | 41,28 | 2.05,29 | 4.20,91 | 7.40,97 | 172,625 |                       |
| 12-01-1986 | 41,0  | 2.03,34 | 4.20,91 | 7.31,45 | 170,743 |                       |
| 21-03-1986 | 39,52 | 2.02,23 | 4.18,02 | 7.49,07 | 170,173 | Karin Kania-Enke      |
| 22-02-1988 | 39,24 | 1.59,30 | 4.17,76 | 7.39,82 | 167,948 | Karin Kania-Enke      |
| 23-02-1988 | 40,71 | 2.01,00 | 4.12,09 | 7.20,99 | 167,157 |                       |
| 28-02-1988 | 40,71 | 2.01,00 | 4.12,09 | 7.17,12 | 166,770 |                       |
| 24-01-1993 | 40,79 | 2.01,56 | 4.10,80 | 7.15,50 | 166,660 | Gunda Niemann         |

## Resultaten
| Jaar | EK Allround | Olympische Spelen                           | WK Allround | WK Sprint | WK Junioren |
| ---- | ----------- | ------------------------------------------- | ----------- | --------- | ----------- |
| 1976 |             | 10e 1500m · 3000m                           |             |           |             |
| 1977 |             |                                             |             |           |             |
| 1978 |             |                                             |             |           |             |
| 1979 |             |                                             |             |           | 9e          |
| 1980 |             | 6e 1500m 4e 3000m                           |             |           |             |
| 1981 |             |                                             |             |           |             |
| 1982 | 6e          |                                             | Zilver      |           |             |
| 1983 | Goud        |                                             | Goud        | 6e        |             |
| 1984 |             | 1000m · 1500m · 3000m                       | Zilver      |           |             |
| 1985 | Goud        |                                             | Goud        | 4e        |             |
| 1986 | Goud        |                                             | Zilver      | 6e        |             |
| 1987 | Goud        |                                             | Zilver      | 4e        |             |
| 1988 | Goud        | 10e 500m · 4e 1000m · 1500m · 3000m · 5000m |             | 6e        |             |

### Medaillespiegel
| Kampioenschap     | Goud · | Zilver · | Brons · |
| ----------------- | ------ | -------- | ------- |
| EK Allround       | 5      | 0        | 0       |
| Olympische Spelen | 1      | 5        | 1       |
| WK Allround       | 2      | 4        | 0       |

## Wereldrecords
| Nr. | Afstand         | Tijd    | Datum            | Baan       |
| --- | --------------- | ------- | ---------------- | ---------- |
| 1   | 5000 meter      | 7.40,97 | 23 januari 1983  | Heerenveen |
| 2   | kleine vierkamp | 177,669 | 23 januari 1983  | Heerenveen |
| 3   | 3000 meter      | 4.20,91 | 23 maart 1984    | Medeo      |
| 4   | 1500 meter      | 2.03,34 | 24 maart 1984    | Sarajevo   |
| 5   | 5000 meter      | 7.34,52 | 24 maart 1984    | Medeo      |
| 6   | kleine vierkamp | 171,760 | 24 maart 1984    | Medeo      |
| 7   | 5000 meter      | 7.32,82 | 10 februari 1985 | Sarajevo   |
| 8   | 5000 meter      | 7.31,45 | 12 januari 1986  | Geithus    |
| 9   | 5000 meter      | 7.20,99 | 22 maart 1986    | Medeo      |

Verné Lesche · 
Valentina Koeznetsova · 
Serafima Paromova · 
Laila Schou Nilsen · 
Olga Akifjeva · 
Rimma Zjoekova · 
Tamara Rylova · 
Inga Artamonova · 
Stien Kaiser · 
Ans Schut · 
Nina Statkevitsj · 
Tatjana Averina · 
Galina Stepanskaja · 
Natalja Petroeseva · 
Andrea Mitscherlich · 
Karin Enke · 
Gabi Zange · 
Gunda Niemann · 
Claudia Pechstein · 
Anni Friesinger · 
Cindy Klassen
1960: Lidia Skoblikova ·
1964: Lidia Skoblikova ·
1968: Ans Schut ·
1972: Stien Baas-Kaiser ·
1976: Tatjana Averina ·
1980: Bjørg Eva Jensen ·
1984: Andrea Schöne ·
1988: Yvonne van Gennip ·
1992: Gunda Niemann ·
1994: Svetlana Bazjanova ·
1998: Gunda Niemann-Stirnemann ·
2002: Claudia Pechstein  ·
2006: Ireen Wüst ·
2010: Martina Sáblíková ·
2014: Ireen Wüst ·
2018: Carlijn Achtereekte ·
2022: Irene Schouten
(On)officiële Europese kampioenschappen

1970: Nina Statkevitsj · 
1971: Nina Statkevitsj · 
1972: Atje Keulen-Deelstra · 
1973: Atje Keulen-Deelstra · 
1974: Atje Keulen-Deelstra · 
1981: Natalja Petroeseva · 
1982: Natalja Petroeseva · 
1983: Andrea Mitscherlich · 
1984: Gabi Schönbrunn · 
1985: Andrea Mitscherlich · 
1986: Andrea Mitscherlich · 
1987: Andrea Mitscherlich · 
1988: Andrea Mitscherlich · 
1989: Gunda Niemann · 
1990: Gunda Niemann · 
1991: Gunda Niemann · 
1992: Gunda Niemann · 
1993: Emese Hunyady · 
1994: Gunda Niemann · 
1995: Gunda Niemann · 
1996: Gunda Niemann · 
1997: Tonny de Jong · 
1998: Claudia Pechstein · 
1999: Tonny de Jong · 
2000: Anni Friesinger · 
2001: Gunda Niemann · 
2002: Anni Friesinger · 
2003: Anni Friesinger · 
2004: Anni Friesinger · 
2005: Anni Friesinger · 
2006: Claudia Pechstein · 
2007: Martina Sáblíková · 
2008: Ireen Wüst · 
2009: Claudia Pechstein · 
2010: Martina Sáblíková · 
2011: Martina Sáblíková · 
2012: Martina Sáblíková · 
2013: Ireen Wüst · 
2014: Ireen Wüst · 
2015: Ireen Wüst · 
2016: Martina Sáblíková · 
2017: Ireen Wüst ·
2019: Antoinette de Jong ·
2021: Antoinette de Jong ·
2023: Antoinette de Jong ·
2025: Antoinette de Jong